# Luisa Garreta y Huerta
Luisa Garreta y Huerta (Madrid, 1813 - 19 d'agost de 1854) va ser una mestressa de casa i pianista afeccionada espanyola, coneguda per haver estat la primera muller del pintor Federico de Madrazo.
Natural de Madrid, era filla de Rafael Garreta, un joier o banquer natural de Porta i establert a Madrid, i de María Cleofé Huerta. Juntament amb les seves germanes, va rebre una educació musical, sent alumna de Pedro Albéniz. El 3 de setembre de 1835 va casar-se amb el pintor Federico de Madrazo y Kuntz, de qui va ser la primera esposa.
Va destacar en la pràctica musical, tot i que sempre en l'àmbit privat. Sovint va interpretar el piano en vetllades musicals, tant a casa seva a Madrid, com durant les seves estades a París i Roma. Solia tocar amb els músics Santiago i Vicente Masarnau, a més de tocar amb el violinista aficionat Ingres. També va conèixer a Frédéric Chopin i va mantenir una relació cordial amb Franz Liszt.
Del matrimoni amb Madrazo va tenir diversos fills, dels quals destaquen Raimundo, Ricardo, Cecilia i Luisa.
Va morir amb 41 anys a Madrid, el 19 d'agost de 1854.